# 대전봉우중학교
대전봉우중학교(大田鳳宇中學校)는 대한민국 대전광역시 서구 관저동에 있는 공립 중학교이다.

## 학교 연혁
- 1999년 12월 20일 : 학교 설립인가(30학급)
- 2000년 3월 16일 : 제1회 입학식(3학급)
- 2024년 1월 8일 : 제23회 졸업식(236명)
- 2024년 3월 1일 : 제12대 정흥교 교장 부임
- 2024년 3월 4일 : 2024학년도 입학(251명)

## 참고 자료
- 대전봉우중학교 - 한국교육학술정보원 학교알리미